# Brothers of Metal
I Brothers of Metal sono un gruppo heavy metal svedese fondato nel 2012.
Le tematiche trattate dai Brothers of Metal riguardano principalmente la mitologia norrena e le saghe dei vichinghi.

## Formazione
- Mats Nilsson - voce
- Ylva Eriksson - voce
- Joakim Lindbäck Eriksson - voce
- Emil Wärmedal - basso
- Mikael Fehrm - chitarra
- Pähr Nilsson - chitarra
- Dawid Grahn - chitarra
- Johan Johansson - batteria

## Discografia

### Album in studio
- 2017 - Prophecy of Ragnarök
- 2020 - Emblas Saga
- 2024 - Fimbulvinter

### Split
- 2019 - Fire Blood and Steel / Blood on Fire (con U.D.O.)